# Ranunculus geranioides
Ranunculus geranioides là một loài thực vật có hoa trong họ Mao lương. Loài này được Kunth ex DC. miêu tả khoa học đầu tiên năm 1818.